# Steppenwolf (band)

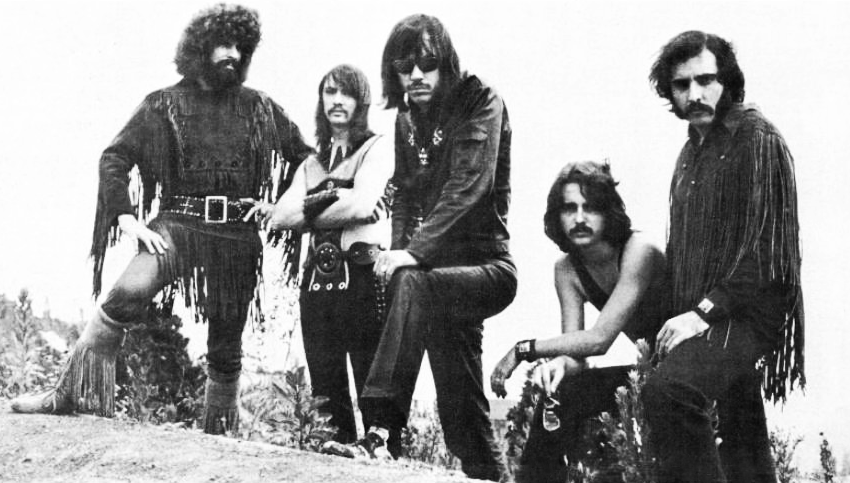
Steppenwolf in 1971

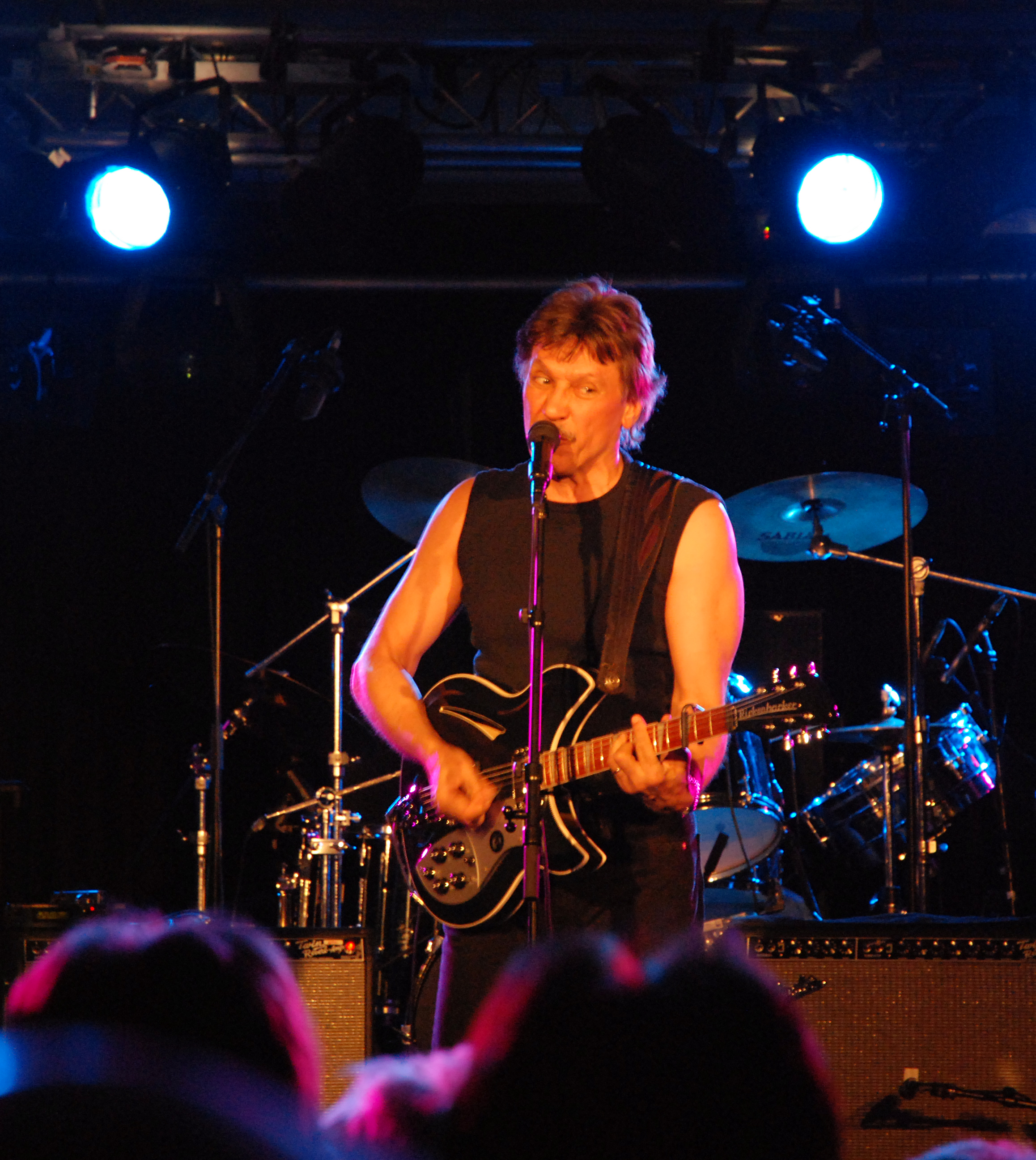
Steppenwolfvoorman John Kay in 2007

Steppenwolf is een bluesrockband met psychedelische invloeden opgericht aan het eind van de jaren zestig. Oprichter en spil van de band is John Kay. Hun teksten zijn voor die tijd zeer actueel en gaan over veel aspecten van de roerige jaren '60. De band heeft veel invloed gehad en heeft de basis gelegd voor de moderne rockmuziek. Hun laatste optreden was in oktober 2018.

## Historie
Aangemoedigd door Gabriel Mekler, producer van ABC-Dunhill Records, richtte John Kay, een Duits-Canadese singer-songwriter de band Steppenwolf op. De naam was geïnspireerd op Hermann Hesses boek De steppewolf. Volgens ingewijden werd deze naam voorgesteld door Jim Morrison, die zoals bekend goed thuis was in de literatuur en zich sterk aangetrokken voelde tot het boek.
De bandleden waren drummer Jerry Edmonton, keyboardspeler Goldy McJohn, bassist Rushton Moreve en de 17-jarige gitarist Michael Monarch. Ze brachten hun eerste lp, Steppenwolf, uit in 1968 en die werd meteen een kaskraker, niet in de laatste plaats doordat twee nummers, Born to Be Wild en The Pusher, werden gebruikt in de soundtrack van de film Easy Rider met Dennis Hopper, Peter Fonda en Jack Nicholson.
Sinds 1968 hebben John Kay en de band 38 albums uitgebracht. In 1968 leverden ze hun tweede lp, The Second, af. Ook die wordt een groot succes en leverde met Magic Carpet Ride ook weer een monsterhit af. Daarna had de band geen wereldhits meer. Alleen in de VS levert hun derde lp, At Your Birthday Party, nog een top 10-hit op met Rock Me. De samenstelling wijzigt in de loop van de jaren: bassist Rushton Moreve stapte op en werd vervangen door Nick St. Nicolas. Wel brachten ze in hoog tempo nieuwe lp's uit, bijvoorbeeld Monster met daarop kritische nummers als Monster, Draft Resister en From Here To There Eventually. Op deze plaat verving Larry Byrom de gitarist Michael Monarch. Steppenwolf Live kent ook nog veel succes. Daarna kreeg Nick St. Nicolas ontslag en werd vervangend oor George Biondo. Steppenwolf 7 leverde met Snowblind Friend een bescheiden hit op en er verschenen ook twee losse singles: Hey Lawdy Mama en Screaming Night Hog. Larry Byron stapte op en werd vervangen door Kent Henry. For Ladies Only leverde de band geen hit meer op. 
John Kay ontbond de band in 1972 en begon aan een solocarrière. Vooral zijn eerste solo-lp kende succes, de 2e beduidend minder. Later kwam hij twee keer terug met Steppenwolf: 1974-1976 en vanaf 1980 onder de naam John Kay & Steppenwolf. Het hoogtepunt van de band was en bleef echter de periode 1968–1970 met de eerste vijf lp's.
Op 14 oktober 2018 gaf John Kay & Steppenwolf 51 jaar na het uitbrengen van hun eerste album hun laatste concert en daarmee werd een carrière van 5 decennia afgesloten.

## Muzikale kenmerken
De band had een ruige bluesrocksound door het overstuurde orgel- en gitaargeluid plus de gruizige, maar vrij duidelijk klinkende stem van John Kay. De composities zijn duidelijk rockgeoriënteerd. Dat is bijvoorbeeld te horen aan hun ode aan Chuck Berry in het liedje Berry Rides Again. Zij klinken duidelijk anders, heavier, dan de destijds ook populaire Beach Boys en The Byrds.
Hun muziek kan gezien worden als basis voor de in de jaren zeventig populaire hardrock muziekstijl. In het nummer Born to Be Wild wordt voor het eerst de term heavy metal gebezigd. Na het eerste couplet en refrein hoor je John Kay zingen:
"I like smoke and lightning - Heavy metal thunder - Racin' with the wind - And the feelin' that I'm under - Yeah Darlin' go make it happen - Take the world in a love embrace - Fire all of your guns at once - And explode into space".
Hun afschuw van harddrugs laten ze blijken in het dreigende, psychedelische The Pusher, waarin alle hens aan dek wordt gehaald om de pusher, de onweerstaanbare dealer, letterlijk te vervloeken en uit te roeien.

## Discografie

### Steppenwolf
- Steppenwolf, 1968, ABC Dunhill /50029
- The Second, 1968, ABC Dunhill /50037
- At Your Birthday Party, 1969, ABC Dunhill /DSX-50053
- Early Steppenwolf, 1969, ABC Dunhill /DS-50060
- Monster, 1969, ABC Dunhill /DS-50066
- Steppenwolf Live, 1970, ABC Dunhill /DSD-50075
- Steppenwolf 7, 1970, ABC Dunhill /DSX-50090
- Steppenwolf Gold, 1971, ABC Dunhill /SX-50099
- For Ladies Only, 1971, ABC Dunhill /DSX-50110
- Rest In Peace, 1972, ABC Dunhill /DSX-50124
- 16 Greatest Hits, 1973, ABC Dunhill /DSX-50135
- Slow Flux, 1974, Mums/Epic /PZ-33093
- 16 Great Performances, 1975, ABC Records /ABCD-4011
- Hour Of The Wolf, 1975, Epic /PE-33583
- Skullduggery, 1976, Epic /PE-34120
- The ABC Collection, 1976, ABC Records /AC-30008
- Reborn To Be Wild, 1976, Epic / PE-34382

### John Kay & Steppenwolf
- Live In London, 1981, Mercury/PolygramAustralia 6437147
- Wolftracks, 1982, Nautilus RecordingWolf Records NR-53
- Wolftracks, 1982, Attic RecordsWolf Records LAT-1145
- Wolftracks, 1983, Allegiance AV-434
- Paradox, 1984, Attic RecordsWolf Records LAT-1191
- Rock 'N' Roll Rebels, 1987, Qwil RecordsNU-1560
- Rise & Shine, 1990, IRS RecordsIRSD-82046
- Born To Be Wild, A Retrospective, 1991, MCA Records MCAD2-10389
- Live At 25, 1995, ERA Records 5030
- Feed The Fire, 1996, Winter HarvestWH 3310-2
- Wolftracks, 1998, Nautilus/Attic
- Paradox, 1998, Attic RecordsWolf Records LAT-1191
- Rise and Shine, 1998, IRS RecordsIRSD-82046

### The Sparrow
- John Kay & The Sparrow, 1967, Columbia RecordsCS-9758
- The Best Of John Kay & The Sparrow, 1993, Columbia/LegacyCK-50344

### John Kay solo
- Forgotten Songs and Unsung Heroes, 1972, ABC DunhillDSX-50120
- My Sportin Life, 1973, ABC DunhillDSX-50147
- All In Good Time, 1978, Mercury RecordsSRM-1-3715
- Lone Steppenwolf, 1988, MCA RecordsMCA-25167
- The Lost Heritage Tapes, 1997, Macola Records
- Heretics And Privateers, 2001, Cannonball Records

### NPO Radio 2 Top 2000
| Nummer met noteringen in de NPO Radio 2 Top 2000 | '99 | '00 | '01 | '02 | '03 | '04 | '05 | '06 | '07 | '08 | '09 | '10 | '11 | '12 | '13 | '14 | '15 | '16 | '17 | '18 | '19  | '20 | '21  | '22  | '23  | '24  |
| ------------------------------------------------ | --- | --- | --- | --- | --- | --- | --- | --- | --- | --- | --- | --- | --- | --- | --- | --- | --- | --- | --- | --- | ---- | --- | ---- | ---- | ---- | ---- |
| Born to Be Wild                                  | 272 | 281 | 509 | 489 | 459 | 323 | 587 | 516 | 710 | 509 | 764 | 884 | 659 | 566 | 595 | 884 | 750 | 754 | 729 | 885 | 1013 | 995 | 1138 | 1261 | 1294 | 1371 |

1. ↑  Een vetgedrukt getal geeft de hoogste notering aan.